# Sayri Túpac

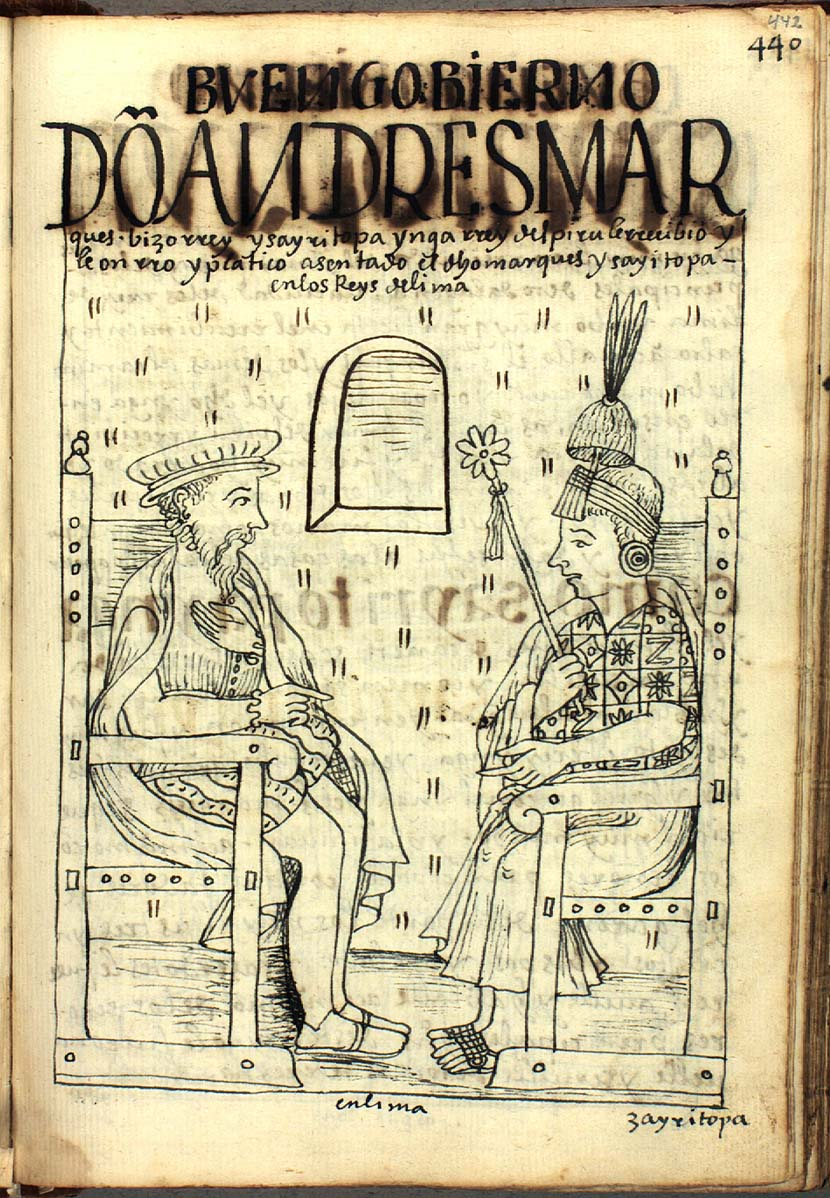
Der Vizekönig von Peru, Andrés Hurtado de Mendoza empfängt Sayri Túpac (aus Waman Puma de Ayalas Nueva Crónica y Buen Gobierno).

Sayri Túpac (* um 1535; † 1561), nach peruanischer Quechua-Schreibung Sayri Tupaq, war der 16. Inka-König, und zweite Herrscher von Vilcabamba, dem letzten Rückzugsgebiet der Inka.
Er folgte seinem Vater Manco Inca Yupanqui auf den Thron, der im Jahre 1544 ermordet wurde. Während Sayri Túpacs Regierungszeit gab es einen Frieden mit den Spaniern.

## Leben
Sayri Túpac war noch ein Kleinkind, als sein Vater Manco 1536 einen Aufstand gegen die spanische Herrschaft begann – zunächst in offenen Angriffen, später mit Guerillataktik. Nach der Ermordung Francisco Pizarros (1541) übernahm Diego de Almagro „el Mozo“ die Macht im Land, bis er 1542 in der Schlacht von Chupas den Truppen des spanischen Königs unterlag. Einige seiner Leute flohen zu Manco, der sie freundlich aufnahm und sich von ihnen in spanischen Kampftechniken unterweisen ließ. Zwei Jahre später ermordeten ihn diese Spanier, weil sie sich davon eine Amnestie erhoffen. Damit wurde der ca. 9-jährige Sayri Túpac Herrscher im Exilreich von Vilcabamba. Die Regentschaft wurde von Beratern übernommen.
Bereits 1549 tauschte der spanische Sondergesandte Pedro de la Gasca Emissäre mit dem Inka aus: Sollte er sich dem spanischen König unterwerfen und Vilcabamba verlassen, würde er das Gebiet um Vilcabamba, Gebäude in Cusco und weitere Ländereien bekommen. Während dieser Verhandlungen aber starb Mancos Halbbruder Paullu Inka, der die Spanier konsequent unterstützt hatte. Dies erregte den Verdacht der Inka, die sich letztlich entschieden, dass ihr Gebieter in Vilcabamba verbleiben solle.
Die Verhandlungen wurden vom Nachfolger Gascas, Vizekönig Andrés Hurtado de Mendoza, 1556 wieder aufgenommen. Ein Jahr später nahm der inzwischen volljährige Sayri Túpac die Angebote an und verließ am 7. Oktober 1557 mit seinem Gefolge Vilcabamba. Am 5. Januar 1558 traf der Inka in Lima ein, wo er vom Vizekönig mit großen Ehren empfangen wurde. Wie versprochen erhielt er Ländereien in der Region um Cusco und ließ sich im Yucay-Tal (heutige Provinz Urubamba) nieder.
1558 wurde er vom Bischof von Cusco, Juan Solano, auf den Namen Diego getauft. Seine Ehe mit seiner Schwester Cusi Huarcay wurde auf Betreiben des spanischen Königs vom Papst sanktioniert, und der Bischof konnte der Verbindung seinen Segen geben. Sie hatten eine Tochter, Beatriz Clara Coya, die den spanischen Adeligen und späteren Gouverneur von Chile, Martín García Óñez de Loyola, heiratete.
Als er 1561 jung und unerwartet verstarb, war das ein schwerer Rückschlag für die Spanier, denn der neue Inkastaat in Vilcabamba war intakt geblieben, und der neue Herrscher, Titu Cusi, entzog sich der spanischen Kontrolle.